# الجمعية الفلكية بمسجد محمود
الجمعية الفلكية بمسجد محمود (اللغة المصرية: پر إن أشِو مِ مسجد محمود Pr N Ashw M Msjed Mahmoud) هي جمعية علمية فلكية مصرية خاصة أسسها العالِم الموسوعي والأديب والمفكر المصري الدكتور مصطفى محمود عام 1981م وهي جمعية لهواة ومحبي علوم الفلك والفضاء. وهي إحدى الجمعيات المتفرعة من جمعية مسجد محمود الخيرية التابعة لـمسجد مصطفى محمود الشهير بـالجيزة.
تُعتَبَر الجمعية من أولى الجمعيات الفلكية الحديثة في مصر ومن أولى الجمعيات التي اهتمت بدراسات علوم الفضاء إيماناً من د. مصطفى محمود بأن مصر هي موطن ومنبع علم الفلك عندما أسسه الأجداد الفراعنة المصريون القدماء ولإقتناع هذا العالم المصري الجليل بأهمية العلم واقتناعه بحث الإسلام الدائم للمسلمين للتفكر في خلق الله والسعي للعلم والمعرفة وكذلك بسبب شغف د. مصطفى الشديد بعلم الفلك الذي كان أحد هواياته الشخصية.
وعرفاناً بقدر وقيمة دكتور مصطفى محمود ومساهماته التاريخية في تشجيع دراسة علوم الفلك والفضاء في مصر قام مركز الكواكب الصغيرة الذي يتبع الاتحاد الفلكي الدولي بتسميه كويكب مصطفى محمود (296753) على اسم مؤسس الجمعية وهذا العالم المصري الفذ.

## تاريخ وقصة الإنشاء
في شتاء قارس عام 1981م فَكَّر د. مصطفى محمود الذي كانت أحد هواياته رصد الأجرام السماوية وعلم الفلك بشكل عام، أن يجمع عدد من محبي الفلك وعلوم الفصاء في سلسلة ندوات ونقاشات مفتوحة من أجل نشر الوعي عن هذا العلم المفيد وتثقيف المجتمع المصري بشكل عام وقد كانت هذه هي نفسها الأسس والمبادئ التي أنشأ من أجلها الدكتور جمعية مسجد محمود الخيرية وهي أيضاً نفس أفكاره التنويرية التثقيفية التي سجل من أجلها سلسلة برنامج العلم والإيمان التي يمكن مشاهدة بعض حلقاته على قناة اليوتيوب الرسمية الخاصة بالجمعية الفلكية بمسجد محمود.
في هذا الوقت اتجه د. مصطفى للبحث عن أعلام علم الفلك في مصر في ذلك الوقت وكان دكتور محمد أحمد سلميان يرأس حينها القبة السماوية القديمة بـالقاهرة وقد تحدث معه بخصوص إنشاء هذه الجمعية الفلكية المزمع انشائها في مسجد محمود كأحد فروع الجمعية الخيرية الأم. وقد تحمس د. محمد أحمد سليمان لهذه الفكرة جداً.
و بدأ الاثنان يعملان معاً على إنشاء الجمعية، وسَخَّرَ دكتور مصطفى أجهزته الفلكية الخاصة التي خصصها لهوايته الفلكية وأفضلهم 4 تيلسكوبات كان قد اشتراهم من ألمانيا وكانوا يُعتَبَروا أفضل من أجهزة قسم فلك كلية العلوم (جامعة القاهرة). واستطاع د. مصطفى بعلاقاته الواسعة أن يجذب مشاهير المجتمع المصري إلى ندوات الجمعية.

## مرحلة 1981 إلى 1999
كانت هذه الفترة الزمنية أفضل فترات الجمعية وأكثرها ازدهاراً, فقد كانت أعداد الحضور لندوات الجمعية تصل للمئات وكانت الجمعية زائعة السيط وبعلاقات د. مصطفى القوية وعمله ككاتب صحفي في فترة من فترات حياته سَهَّلَت نشر أخبار الجمعية دورياً في مختلف الصحف والمجلات المصرية. وكانت لصداقات د. مصطفى مع مسؤولي الدولة ومشاهير المجتمع المصري عامل كبير في التعريف بالجمعية ونشرها بين الناس وكانت تعمل على تسهيل اجراءات خروج أعضاء الجمعية في رصدات وزيارات علمية بتصاريح سريعة من المسؤولين وما إلى ذلك من إجراءات.

## مرحلة 1999 إلى 2007
خلال هذه الفترة أصيب د. مصطفى محمود بالمرض وأصبح غير قادر على الحضور للجمعية واضطر للتغيب عن رصدات وزيارات الجمعية الخارجية. وكانت أعداد أعضاء الجمعية قد بدأت في الانخفاض بشكل تدريجي ولكن كبير. ولكن يرجع الفضل في المحافظة على استقرار الجمعية خلال تلك الفترة إلى د. محمد أحمد سليمان الذي استطاع مواصلة مسيرة الجمعية والمواظبة على ندواتها ولقائاتها واستمر في رصداتها وزياراتها الخارجية وتشجيع المساهمات العلمية للجمعية ومشاركة الكثير من الباحثين المصريين والأجانب من مختلف الدول الأفريقية والدول الإسلامية والبحر الأبيض المتوسط في إصدار وإنجاح أبحاثهم البنَّاءة أو إرسالهم إلى بعثات علمية للاستفادة. كما ساعد د. محمد أحمد سليمان على شراكة الجمعية مع المركز العالمي لدراسات الشمس WDC-SILSO الذي يشرف عليه الاتحاد الفلكي الدولي ويتبع للمرصد الملكي ببلجيكا بالمشاركة في الرصد والأبحاث، بحكم تخصصه كرئيس قسم الشمس بـالمعهد القومي للبحوث الفلكية والجيوفيزيقية (مصر).

## بدايةً من 2008
تُعتَبَر هذه الفترة هي إعادة البعث للجمعية الفلكية بمسجد محمود وهي مرحلة الصحوة التي بثت الروح في الجمعية من جديد. وفي يوم 16 أكتوبر 2010 بعد عمل جاد ومنظم لمدة أشهر دشن أعضاء فريق عمل الجمعية أول موقع إلكتروني للجمعية على شبكة الإنترنت ليستكملوا مسيرة دكتور مصطفى محمود الأب الروحي للجمعية ومؤسسها، فقاموا بنقل الجمعية إلى مرحلة جديدة وطور آخر من تاريخها.

## المقر الرئيسي والفروع
- يقع المقر الرئيسي لها في الدور الثالث أعلى مسجد محمود أمام ميدان مصطفى محمود بالمهندسين بحي العجوزة في مدينة الجيزة, محافظة الجيزة، مصر. يحتوي المقر الرئيسي على قاعة دكتور مصطفى محمود وعِدَّة مكاتب وغرفة الاجتماعات وقبة المرصد ومتحف مصطفى محمود الجيولوجي الذي يحوي عينات جيولوجية خاصة بدكتور مصطفى محمود جمعها من مناطق مختلفة من كوكب الأرض خلال رحلاته العديدة داخل مصر وخارجها وذلك في الدور الثاني أسفل مقر الجمعية، بالإضافة لـمكتبة دكتور مصطفى محمود.
- أمَّا المقر الثاني فيقع في مدينة السادس من أكتوبر عاصمة محافظة 6 أكتوبر. وسيتضمن هذا الفرع الجديد قبة سماوية ومتحف جيولوجي آخر جديد يضم باقي مخزون العينات الجيولوجية والبيولوجية التي جمعها دكتور مصطفى محمود على مدار حياته وأسفاره، بالإضافة لبرج رصد للتليسكوب الأكبر في الجمعية.

## الهيكل الإداري
- دكتور مصطفى محمود: مؤسس الجمعية.
- دكتور محمد أحمد سليمان: رئيس الجمعية وهو رئيس قسم الشمس بالمعهد القومي للبحوث الفلكية والجيوفيزيقية (مصر).
- دكتور أشرف شاكر: نائب رئيس الجمعية وهو رئيس قسم المجرات بالمعهد القومي للبحوث الفلكية والجيوفيزيقية.
- دكتور حسن: مدير المتحف الجيولوجي.
- أستاذ حمدي شعبان: سكرتير الجمعية.
- أستاذ إسماعيل: سكرتير الجمعية.
- أستاذ إسماعيل: سكرتير المتحف الجيولوجي.

لا تقتصر عضوية الجمعية على المصريين فقط بل يوجد بين أعضاء الجمعية العديد والعديد من الأجانب فهناك الكثير من الإندونيسيون واليونانيون والأتراك والنيجيريون.

## الإمكانات الفلكية
تحتوي الجمعية على 4 تلسكوبات كانوا خاصين بدكتور مصطفى محمود. أحدها تلسكوب شمسي وآخر جوال وأكبرهم مقبب. بالإضافة إلى عدسات عينية وشيئية متنوعة وفلاتر رصد. وذلك بجانب آلات صنعها أعضاء من الجمعية بأنفسهم مثل الأرباع المجيبة واسطرلابات وأقدم آلة فلكية في تاريخ البشر وهي المرخت المصرية القديمة. هذا بجانب العديد من الآلات التي تُعتَبَر ملك لدكتور مصطفى محمود والعديد من الأفلام الوثائقية التي جمعها بنفسه على مر السنين.
تنظم الجمعية محاضرات وورش عمل ورصدات وزيارات ودورات تدريبية وتثقيفية ومعسكرات علمية لرصد العديد من الظواهر الفلكية عن طريق برنامج الجمعية السنوي الذي يتم الإعلان عنه سنوياً وتنظم الجمعية أيضاً دورات شهرية لهواة علم الفلك تحتوي على المبادئ الأساسية لعلم الفلك وعلوم الفضاء.

## المساهمات العلمية
انطلاقاً من أهمية الجمعية وأهمية علم الفلك وعلوم الفضاء وريادة مصر مخترعة علم الفضاء وبلد الجمعية، تقوم الجمعية الفلكية بمسجد محمود بمساعدة ومشاركة الكثير من الباحثين المصريين والأجانب من مختلف الدول الأفريقية والدول الإسلامية والبحر الأبيض المتوسط في إصدار وإنجاح أبحاثهم البنَّاءة أو إرسالهم إلى بعثات علمية للاستفادة. كما تقوم بمسعادة المركز العالمي لدراسات الشمس WDC-SILSO الذي يشرف عليه الاتحاد الفلكي الدولي ويتبع للمرصد الملكي ببلجيكا بالمشاركة في أرصاد الشمس. وقد قام فريق من الجمعية بالذهاب إلى هضبة السلوم في مارس 2006م لرصد الكسوف الكلي للشمس.

## شخصيات بارزة من أعضاء الجمعية
- دكتور علاء إبراهيم عالم الفضاء المصري المشهور.
- دكتور مصطفى محمود العالم الموسوعي المصري الشهير. في 19 أكتوبر عام 2009 اكتشف هاوي الفلك الراصد تيمور كرياتشكو من دولة تتارستان كويكب في منطقة حزام الكويكبات وذلك من محطة رصد زيلنشوكسكايا الفلكية بجمهورية قراتشاي - تشيركيسيا في شمال القوقاز. وعرفاناً بقدر وقيمة دكتور مصطفى محمود ومساهماته التاريخية في تشجيع دراسة علوم الفلك والفضاء في مصر قام مركز الكواكب الصغيرة الذي يتبع الاتحاد الفلكي الدولي بتسميه كويكب مصطفى محمود (296753) على اسم مؤسس الجمعية وهذا العالم المصري الفذ.
- دكتور محمد أحمد سليمان: هو رئيس قسم الشمس بالمعهد القومي للبحوث الفلكية والجيوفيزيقية (مصر).
- دكتور أشرف شاكر: رئيس قسم المجرات بالمعهد القومي للبحوث الفلكية والجيوفيزيقية.

## علاقات شراكة
للجمعية الفلكية بمسجد محمود علاقات شراكة مع كلٍ من:
- جمعية هواة اللاسلكي المصرية
- اتحاد المخترعون المصريون.
- مكتبة الإسكندرية الجديدة
- المعهد القومي للبحوث الفلكية والجيوفيزيقية

و ترتبط الجمعية بعلاقة قوية جداً مع المعهد القومي للبحوث الفلكية والجيوفيزيقية (مرصد حلوان) و مكتبة الإسكندرية و وكالة الفضاء المصرية بحكم علاقات الزمالة بين أعضاء الجمعية الفلكية ومسؤولي تلك المؤسسات المصرية العريقة.